# Yang Trung
Yang Trung là một xã thuộc huyện Kông Chro, tỉnh Gia Lai, Việt Nam.
Xã Yang Trung có diện tích 47 km², dân số năm 2006 là 2.185 người, mật độ dân số đạt 46 người/km².